# Muskelkontraktion
Eine Muskelkontraktion ist die aktive Muskelverkürzung (konzentrische Kontraktion). Auch den Muskelkontraktionen zugerechnet werden Anspannungen des Muskels, die keine Verkürzung bewirken, sondern den Muskel gegen Widerstand in einer bestimmten Länge halten (isometrische Kontraktion), und solche, die einer auf den Muskel wirkenden Kraft einen Widerstand entgegensetzen, während er verlängert wird (exzentrische Kontraktion).

## Grundlagen

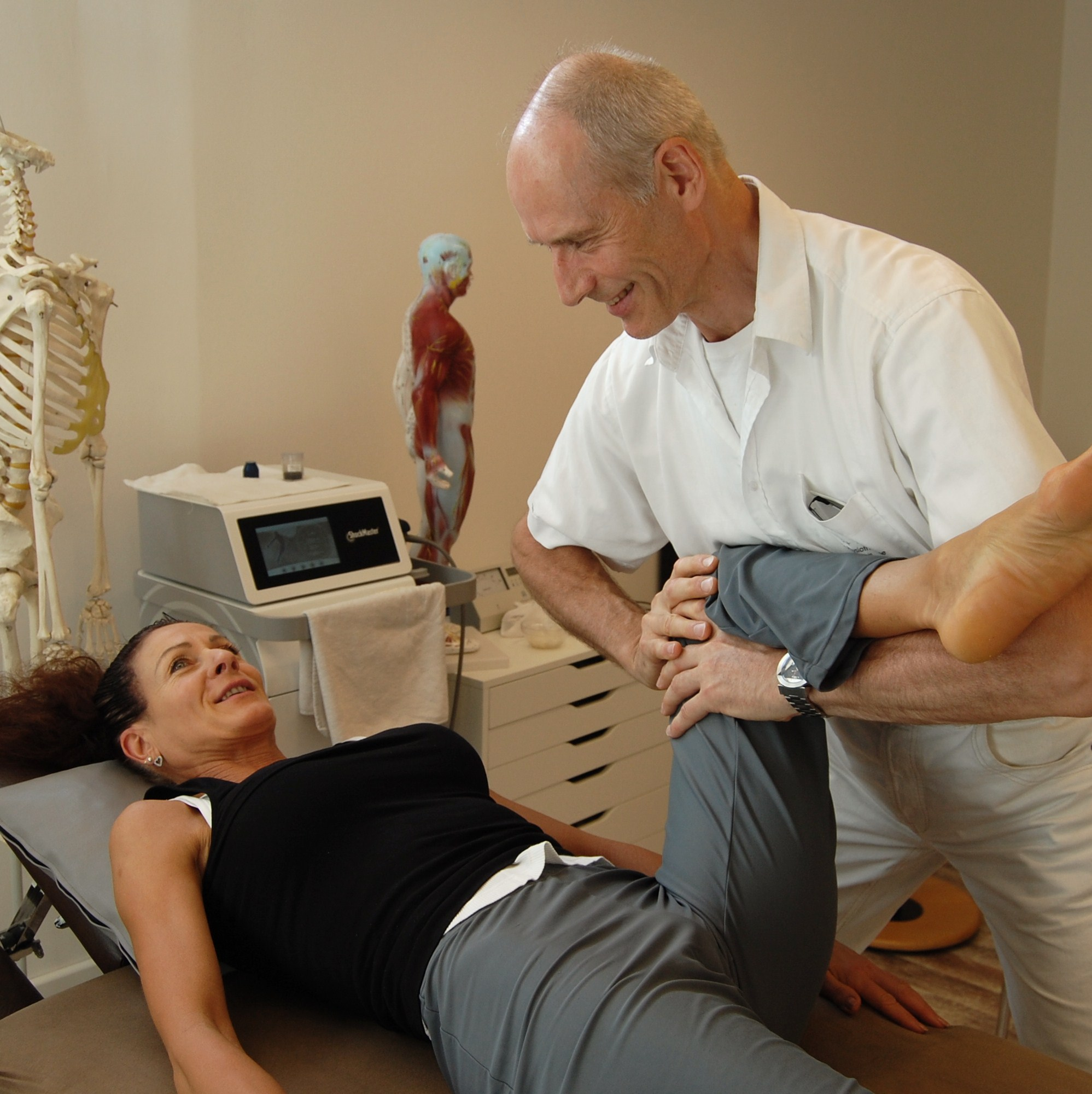
Physiotherapeutische Behandlung zur Muskeldekontraktion

Dabei handelt es sich allgemein um einen biologischen Prozess, bei dem mechanische Kräfte im Muskelgewebe erzeugt werden. Im Falle der Skelettmuskeln werden diese Kräfte durch Sehnen auf die Knochen übertragen.
Die Kräfte entstehen durch Umwandlung von chemischer in mechanische Energie mittels des Aktin-Myosin-Komplexes in den einzelnen Muskelzellen. Die Muskelleistung wiederum bezieht ihre chemische Energie aus der Hydrolyse von ATP.
Um also eine Kontraktion des Muskels als ganzem Gewebeteil und die Übertragung der dabei erzeugten Kraft zu gewährleisten, bedarf es einer Synchronisation und Koordination der Kontraktion der Muskel(faser)zellen und einer Übertragung der durch jede einzelne Muskelfaser erzeugten Kraft auf die betreffende Sehne.
Ein Muskel ist ein Teil des Gewebes in den meisten vielzelligen Tieren, das als Ganzes beweglich meist einem Knochen oder anderen Muskeln aufliegt (Verschiebbarkeit durch Schichten von lockerem Bindegewebe, Faszien und Logen) und durch seine Verbindungen mit Sehnen in der Lage ist, Gliedmaßen, innere Körperbezirke (Bauchpresse beim Husten, Miktion, Defäkation, Geburtsvorgang usw.; Atmungsbewegung) zu bewegen und damit letztlich dem Individuum ermöglicht, Kräfte auf seine Umwelt auszuüben (z. B. einen Nagel in die Wand schlagen) und sich selbst fortzubewegen.

## Muskelkontraktion im Kontext des Bewegungsapparates der Extremitäten
Um eine Bewegung von Körperteilen gegen Widerstand, z. B. das Anheben eines Beines, welches ein erhebliches Eigengewicht aufweist, oder gar das Abbremsen aus dem Lauf oder Sprung zu ermöglichen, muss der Muskel über den Sehnenapparat Kraft auf die Angriffspunkte an den Knochen ausüben können. Hierzu ist ein durchgängiger Kraftschluss erforderlich, der alle Teile der Sehnen und des Muskels einbeziehen muss.
Dieser Kraftschluss muss nach dem Prinzip „Die Kette ist so stark wie ihr schwächstes Glied“ sämtliche Elemente sowohl der Grob- als auch der Feinstruktur des Muskelaufbaus umfassen. Dies beinhaltet also verschiedene Ebenen: den Muskel als ganzen Gewebeteil, die Muskelfaser, die Myofibrille und in longitudinaler Gliederung das Sarkomer als kleinsten Abschnitt der Myofibrille. An den Übergängen Muskelfaser/Muskelfaser (Endomysium), Fibrille/Fibrille, Endomysium/Sehne, Perimysium/Sehne usw. bis zu den Übergängen der Sarkomere innerhalb der Fibrille müssen die Strukturen die auftretenden Kräfte kontrollieren und teilweise umleiten (Scherkräfte) können. Die Muskelfasern können pro cm² Muskelquerschnitt eine Kraft von bis zu 40 N aufbringen und sind passiv bis zu 100 N/cm² belastbar.
Auffällig ist, dass von den die Sehnenkräfte übertragenden Strukturen insbesondere das Endomysium zur Übertragung beiträgt, indem es direkt mit den einstrahlenden Sehnenenden verbunden ist. Da das Endomysium über Myotendinöse Verbindungen die auf die Enden der Aktinfilamente (s. u.) ausgeübten Kräfte direkt aufnimmt, ist der Kraftschluss hier gewährleistet.
Neben der Kraftübertragung in Richtung der Kontraktion ist die Verhinderung bzw. Umleitung von Scherkräften eine wichtige Aufgabe, die der Muskel durch Mechanismen der mechanischen Verbindung, aber auch der Steuerung der Kontraktion der Muskelfaserzellen erfüllt. Hier kommen den transversalen Strukturen, die den Zusammenhalt der Fibrillen zu Fasern und wiederum der Fasern zu Muskelsträngen gewährleisten, große Bedeutung zu. In mechanischer Hinsicht sind hier die Costamere und die Desmin-Filamente zu nennen, in Hinsicht auf die Steuerung und damit Reduzierung von Scherkräften die Synchronisation der Arbeit der Sarkomere und damit der Fibrillen durch die schnelle Weiterleitung des von den Endplatten erzeugten Aktionspotentials in longitudinaler und transversaler Richtung über die sog. Triaden. Hierbei handelt es sich um eine die Fibrillen umfassende, transversale Struktur aus je zwei endständigen Zisternen des Sarkoplasmatischen Retikulums und einem transversalen Tubulus, der morphologisch eine Einstülpung der Plasmamembran darstellt und das Aktionspotential sowohl in der Länge als auch in die Tiefe überträgt. Dort sorgt er für die Öffnung spezifischer Ca-Kationen-Kanäle, was die Auslösung des kontraktilen Mechanismus bewirkt.

## Beschreibung des Kontraktionsmechanismus

### Filamentgleittheorie, Querbrückenzyklus und seine Phasen

Molekulare Mechanismen der Muskelfunktion

Nach der Gleitfilament- beziehungsweise Filamentgleittheorie von Andrew F. Huxley und Hugh E. Huxley gleiten bei der Kontraktion Filamentproteine ohne Veränderung der Eigenlänge ineinander und verkürzen somit die Länge des Muskels. Bei den Filamentproteinen handelt es sich um Aktin, das äußere, dünne Filament, und Myosin, das innere, dicke Filament, welches sich am dünnen Filament vorbeischiebt und dadurch die Kontraktion ermöglicht. Diese Bewegung wird durch Änderungen der chemischen Konfiguration und damit der Form der Myosin-Moleküle ermöglicht: Das Myosin besitzt kleine Fortsätze („Köpfe“), die ihren Winkel zum Rest des Moleküls („Schaft“) verändern können. Die Köpfe können wiederum an die Aktin-Filamente binden und diese in sogenannten „Ruderbewegungen“ verschieben. Ausgelöst wird die Kontraktion durch einen Nervenimpuls. Zudem wird für die Lösung des Myosins vom Aktin Energie in Form von ATP benötigt. Steht diese nicht mehr zur Verfügung, können sich die Moleküle nicht mehr voneinander lösen und es kommt zur Totenstarre.

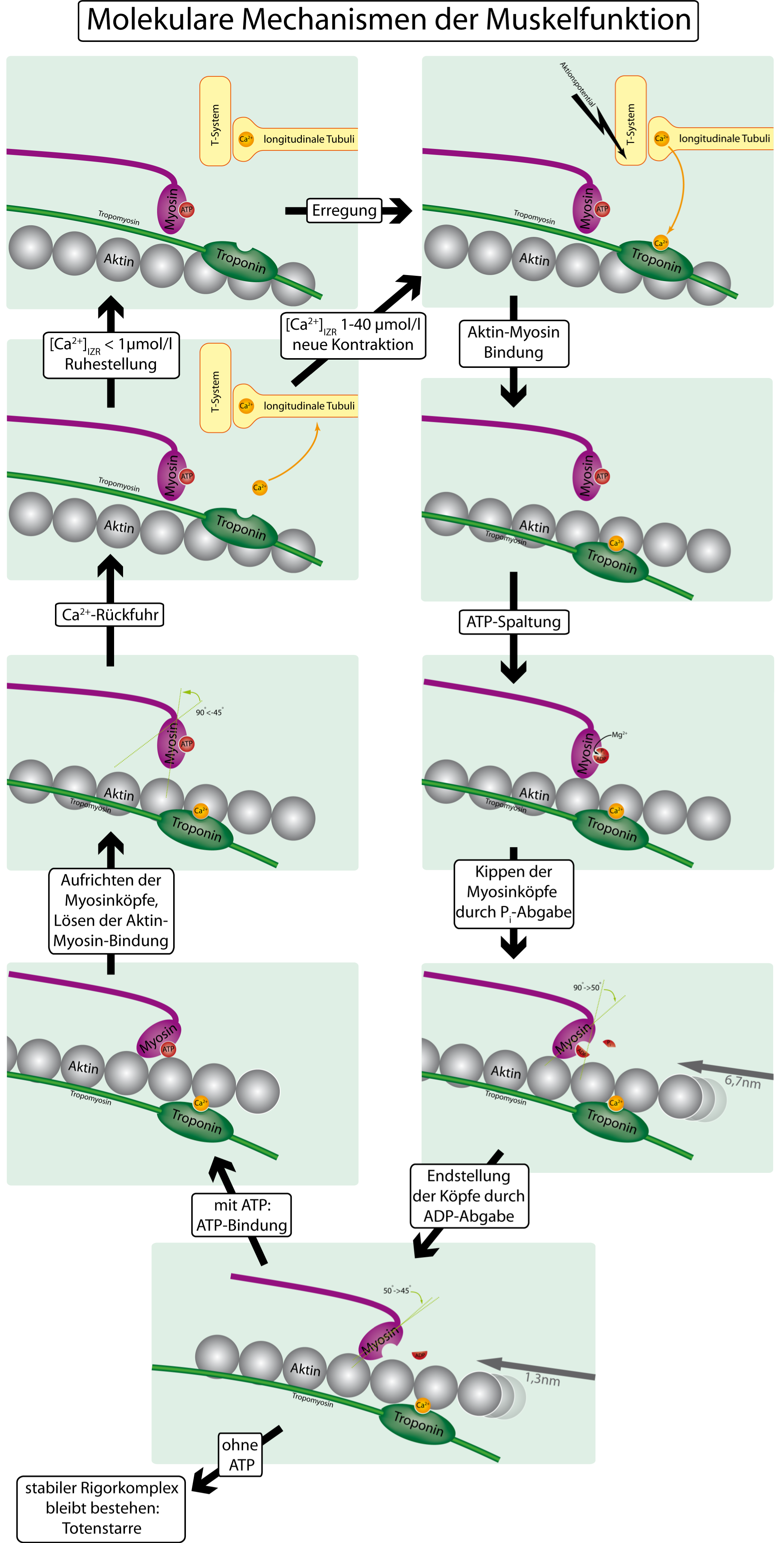
Molekulare Mechanismen der Muskelfunktion

Im Detail wird die Kontraktion durch den so genannten Querbrückenzyklus (Greif-Loslass-Zyklus) zwischen den Aktin- und Myosinfilamenten erklärt. Der Name rührt von der Funktion der Myosinköpfe als Querbrücken zwischen den Aktin- und Myosin-Filamenten her.
1. Im Ruhezustand (entspannter Muskel) ist das Aktinfilament mit so genannten Tropomyosinfäden umschlungen, die die Bindungsstellen der Myosinköpfchen an dem Aktinfilament bedecken. An das Myosin ist ATP gebunden, das Köpfchen befindet sich in einem 90-Grad-Winkel zum Schaft des Moleküls.
2. Ein Nervenimpuls von der motorischen Endplatte bewirkt die Ausschüttung von Calcium (Ca2+). Das hat zwei Folgen: Zum einen aktiviert Ca2+ die Enzymtätigkeit des Myosinköpfchens, welche der einer ATPase gleichzusetzen ist, sodass das angelagerte ATP in ADP (Adenosindiphosphat) und Pi (Phosphatrest) gespalten wird. Die ATPase benötigt Mg2+ als Cofaktor für die Spaltung. Das Calcium bindet zum anderen an Troponin, das an den Tropomyosinfäden angelagert ist, und verändert dabei deren Konfiguration so, dass die Bindungsstellen freigegeben werden und das Myosin an das Aktin binden kann. Für diese Anlagerung wird vermutlich keine (ATP-)Energie benötigt.
3. Sobald das Myosin an das Aktin gebunden hat, wird das immer noch am Myosinköpfchen anliegende Pi und kurz danach auch das ADP freigesetzt. Dadurch wird die Verspannung des Myosins in mechanische Energie umgesetzt: Die Myosinköpfchen kippen in einem 45 Grad-Winkel zum Myosinfilament (ähnlich einem Ruderschlag, auch als Kraftschlag bezeichnet[4]) und ziehen dabei die Aktinfilamente von rechts und links zur Sarkomermitte.
4. Der Zyklus wird dadurch abgeschlossen, dass sich neues ATP an das Myosin anlagert. Dadurch löst sich das Myosinköpfchen vom Aktinfilament und die beiden Proteine befinden sich wieder im Ausgangszustand.

Der Myosinkopf knickt ab. Dies zeigt den Zusammenhang zwischen dem freisetzen des Hebelarms und dem Abknicken des Myosinkopfes

Damit der Myosinkopf abknicken kann, muss er den Hebelarm, also den Arm, an dem er befestigt ist, zuerst teilweise in sich hinein ziehen und dann schlagartig freisetzen. Da der Arm nach unten stabilisiert ist, muss die Kraft, mit der der Arm freigesetzt wird zur Seite ausweichen. Zur Seite ist er auch stabilisiert, weshalb sich der Kopf zur entgegengesetzten Seite bewegen muss. So entsteht das abknicken.
Das Ein- und Ausfahren des Hebelarms funktioniert folgendermaßen: zuerst ist der Hebelarm ausgefahren. Wenn dann der Myosinkopf am Aktin bindet, löst das eine Konformationsänderung aus, nun wird im Myosinkopf eine Bindungsstelle für ATP frei. Nun bindet im Myosinkopf Adenosintriphosphat (ATP). Sobald das ATP bindet, wird eine Hydrolyse durchgeführt (Einige Der Elektronen eines Wassermoleküls, welche beim Sauerstoffatom konzentriert sind werden an ein Atom übergeben welches diese aufnehmen kann, die Bindung wird geschwächt und das Wasser löst sich in ein Proton und eine Hydroxygruppe auf, die den Teil des Moleküls separieren). Die Phosphatgruppen des ATP sind negativ geladen und bilden für eine energetisch Günstige Struktur eine Delokalisierung (Die Bindungselektronen sind über das gesamte Molekül verteilt). Dadurch, dass das ATP gespalten wurde funktioniert die Delokalisierung nicht mehr und die Elektronen binden an die stark elektronegativen Sauerstoffatome, dabei konzentrieren sich die meisten an dem sogenannten γ-Phosphat, welches abgespalten wurde, das liegt daran, weil das α-Phosphat nun energetisch günstig mit dem Adenin Rest verbunden ist und das β-Phosphat vom γ-Phosphat isoliert ist. Sobald das ATP hydrolysiert wird, konzentriert es sich auf eines der Phosphate, wodurch es nicht mehr so gut ausgeglichen werden kann. Das γ-Phosphat bildet nun ein starkes negatives elektrostatisches Kraftfeld, welches vor allem auf die naheliegende Switch-2-Schleife wirkt. Diese ist eines der Bestandteile, des Myosinkopfes. Bis jetzt ist sie in einem energetisch günstigem Zustand, Partialladungen und Ionen sind so angeordnet, dass sie sich gegenseitig stabilisieren und es gibt viele Wasserstoffbrückenbindungen. Das Starke elektrostatische Kraftfeld des γ-Phosphats stört nun allerdings die Ionischen- und Wasserstoffbrückenbindungen und die Switch-2-Schleife muss seine Struktur ändern, sodass sie, während der Anwesenheit des elektrostatischen Kraftfeldes, energetisch günstiger ist. Das stören der Ionischen Bindung funktioniert, indem negativ geladene Bereiche der Switch-2-Schleife von dem γ-Phosphat abgestoßen werden. Um das negativ geladene ATP in die nähe dieser Bereiche zu bringen, muss seine Ladung durch positiv geladene Aminosäuren der Bindungstasche ausgeglichen werden. Deshalb braucht es auch ATP und kein gewöhnliches Ion, da die elektrostatische Kraft auf einem Phosphat konzentriert werden muss, um dem Ausgleich zu entkommen. Dabei gibt es allerdings weniger Wasserstoffbrückenbindungen und teilweise sind sich gleiche elektrische Ladungen gegenüber. Diese Konformationsänderung verursacht zweierlei Dinge:

Prinzipielle Vorgänge innerhalb des Myosinkopfes. (Schwarz: ATP; Gelb: Switch-2-Schleife; Grün: Relay-Helix; Blau: Konverterdomäne; Rot: Hebelarm; Rosa: restlicher Myosinkopf.) ACHTUNG: die Strukturen sind nicht detailgetreu, die Animation dient nur der Veranschaulichung der prinzipiellen Mechanismen

1. Prinzipielle Vorgänge innerhalb des Myosinkopfes. (Schwarz: ATP; Gelb: Switch-2-Schleife; Grün: Relay-Helix; Blau: Konverterdomäne; Rot: Hebelarm; Rosa: restlicher Myosinkopf.) ACHTUNG: die Strukturen sind nicht detailgetreu, die Animation dient nur der Veranschaulichung der prinzipiellen MechanismenDie Switch-2-Schleife bewegt sich etwas nach oben und zieht dabei an der Relay-Helix, einem weiteren Bestandteil des Myosinkopfes, welche an der Konverterdomäne befestigt ist. Diese ist sehr locker gebunden und überträgt die mechanische Energie auf den Hebelarm, der dadurch in den Myosinkopf gezogen wird.
2. Das γ-Phosphat löst sich, da sich die Gegebenheiten seiner Bindungsstelle ändern. Dadurch ändert sich schlagartig die Struktur der Switch-2-Schleife in die Ausgangsstruktur, denn jetzt, wo das elektrostatische Kraftfeld nicht mehr anwesend ist, ist die Ausgangsstruktur energetisch deutlich günstiger. Dadurch bewegt sich die Switch-2-Schleife wieder zurück und diese Bewegung wird über die Relay-Helix und die Konverterdomäne auf den Hebelarm übertragen, der wieder aus dem Myosinkopf ausklappt.

Nun löst sich auch das ADP.
Ein Querbrücken-Zyklus dauert 10–100 ms und verschiebt die Filamente um 10–20 nm, was nur etwa einem Prozent ihrer Länge entspricht. Um eine größere Längenveränderung zu ermöglichen, muss der Zyklus daher mehrere Male durchlaufen werden. Durch etwa 50 Greif-Loslass-Zyklen kann sich das Sarkomer in deutlich weniger als einer Sekunde um ca. 50 % seiner Ruhelage verkürzen.
Sinkt die Ca2+-Konzentration unter 10−7 mol/l, schlingen sich die Tropomyosinfäden wieder um das Aktinfilament, so dass sich keine neuen Bindungen mit den Myosinköpfchen bilden können – der Muskel erschlafft, man spricht dann von Muskelrelaxation. Dazu ist es nötig, das Calcium durch aktive Ionenpumpen aus dem Muskelgewebe zu transportieren. Die Beteiligung von Calcium-Ionen an der Muskelkontraktion wurde erstmals durch Setsuro Ebashi nachgewiesen.
Einige der Details der Gleitfilamenttheorie sind noch nicht abschließend geklärt. So ist etwa die genaue geometrische Konfiguration der Myosin-Köpfchen Gegenstand aktueller Forschung.

## Kontraktionsarten
- isotonisch („gleichgespannt“) Der Muskel verkürzt sich ohne Kraftänderung. Beispielsweise wenn ein Gewicht oder Gegenstand sehr langsam um eine kurze Strecke angehoben wird.
- isometrisch („gleichen Maßes“) Die Kraft erhöht sich bei gleicher Länge des Muskels (haltend-statisch). Im physikalischen Sinne wird keine Arbeit geleistet, da der zurückgelegte Weg gleich null ist. Beispielsweise Ziehen an einer verschlossenen Tür oder versuchtes Heben eines „zu schweren“ Gewichtes.
- auxotonisch („verschiedengespannt“) Sowohl Kraft als auch Länge ändern sich. Das ist der häufigste Kontraktionstyp.

Aus diesen elementaren Arten der Kontraktion lassen sich komplexere Kontraktionsformen zusammensetzen. Sie werden im alltäglichen Leben am häufigsten benutzt. Das sind z. B.
die Unterstützungskontraktion
erst isometrische, anschließend isotone bzw. auxotonische Kontraktion Beispiel: Anheben eines Gewichtes vom Boden und anschließendes Anwinkeln des Unterarms.
die Anschlagskontraktion
Nach einer auxotonischen oder isotonischen Kontraktion wird der Muskel durch einen Anschlag (Arretierung) fixiert. Jetzt kann sich nur noch die Spannung im Muskel isometrisch erhöhen. Erst isotonische, dann isometrische Kontraktion. Beispiel: Boxen am Boxsack, Kaubewegung, Ohrfeige.
Hinsichtlich der resultierenden Längenänderung des Muskels und der Geschwindigkeit, mit der diese erfolgt, lassen sich Kontraktionen z. B. folgendermaßen charakterisieren:
isokinetisch („gleich schnell“)
Der Widerstand wird mit einer gleich bleibenden Geschwindigkeit überwunden.
konzentrisch
der Muskel überwindet den Widerstand und wird dadurch kürzer (positiv-dynamisch, überwindend). Dabei ändert sich die intramuskuläre Spannung.
exzentrisch
hier ist der Widerstand größer als die Spannung im Muskel, dadurch wird der Muskel verlängert (negativ-dynamisch, nachgebend); der Muskel „bremst“ dabei eine Bewegung ab, er wirkt fallverhindernd. Es kommt zu Spannungsänderungen und Verlängerung/Dehnung der Muskeln. Diese Form der Belastung bzw. Kontraktion tritt zum Beispiel beim Bergabgehen in der vorderen Oberschenkelmuskulatur (M. quadriceps femoris) auf.